# Falkert
Der Falkert ist ein 2308 m ü. A. hoher Berg in der Gemeinde Reichenau in Kärnten, Österreich. Er gehört zu der Gebirgsgruppe der Nockberge, der höchsten und westlichsten Gebirgsgruppe der Gurktaler Alpen in den östlichen Zentralalpen Europas.

## Erscheinung
Optisch fügt sich der Falkert als sanft-hügeliger Grasberg gut in das Panorama der Nockberge ein. Eine der wenigen optischen Ausnahmen dieser Region ist die südliche Flanke des Falkert, die eine beeindruckende Felswand hat.

## Tourismus

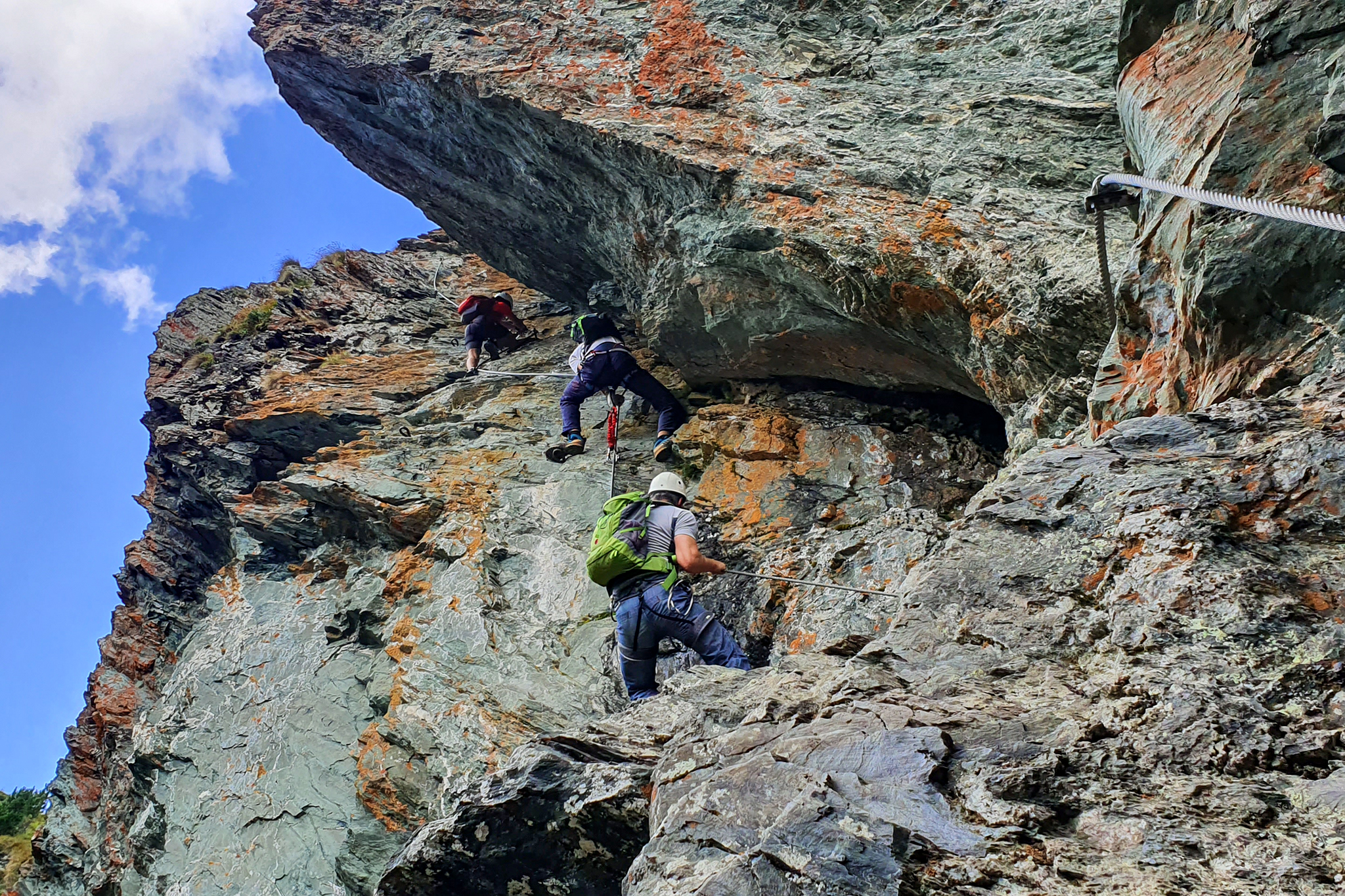
Falken-Klettersteig

Sehr großer Wert wird am Falkert auf den Tourismus gelegt. Dafür wurde der Falkert über die Zeit zu einem Familienerholungsgebiet mit vielen Unternehmungsangeboten und Übernachtungsmöglichkeiten rund um den Falkertsee ausgebaut.

### Sommertourismus
Für die Sommerzeit bietet der Falkert eine Vielzahl von Wanderwegen, zwei Klettersteige (Falkensteig C/D, Murmelsteig B/C) und Klettermöglichkeiten an der südlichen Felswand oder auf den zahlreichen Bouldern. Eine gute Möglichkeit bietet sich den Touristen in der Sommersaison, Murmeltiere zu beobachten, welche am Falkert in einer gesunden Population leben. Außerdem bietet sich für klein und groß die Heidi-Alm an, in die Fantasiewelt aus der Kindersendung „Heidi“ zu schlüpfen und den mit über 100 Figuren dieser Welt bestückten Erlebnispark zu genießen.
Über den Falkert verläuft weiters der Salzsteigweg, ein österreichischer Weitwanderweg vom Böhmerwald ins Gailtal.

### Wintertourismus
Im Winter gibt es die Möglichkeit das Schigebiet Falkert zu nutzen, welches ein Geheimtipp für Freerider ist, da es durch seine Lage über der Baumgrenze über weite, freie Hänge verfügt. Darüber hinaus bietet der Falkert die Möglichkeit, Schitouren zu gehen, die Langlauf-Loipen zu nutzen, Nachtschilauf unter Flutlicht zu erleben und Flutlicht-Rodeln auf der 2000 m langen Rodelbahn.

#### Liftanlage und Pisten des Schigebiet Falkert
- ca. 6,3 km Pisten leicht bis mittel (blau bis rot)
- 2 Schlepplifte, 1 Seillift, 2 Förderbänder
- ca. 5,5 km Langlauf-Loipe Skating und klassisch (Achtung: zugleich Winterwanderweg)
- Kids-Snowpark
- Kinderland
- Kärntner Skitouren Lehrpfad[8]